# Jižní Sulawesi
Jižní Sulawesi (indonésky Sulawesi Selatan) je jedna z provincií Indonésie. Rozkládá se převážně na jihozápadním výběžku ostrova Sulawesi, částečně zasahuje i do centrální části ostrova. K území patří také souostroví Selayar na jihu. V roce 2004 byla odtržením západní části vytvořena provincie Západní Sulawesi, dalšími sousedními provinciemi jsou Střední Sulawesi a Jihovýchodní Sulawesi. Hustota zalidnění je asi 120 obyv./km², což je zhruba indonéský průměr.

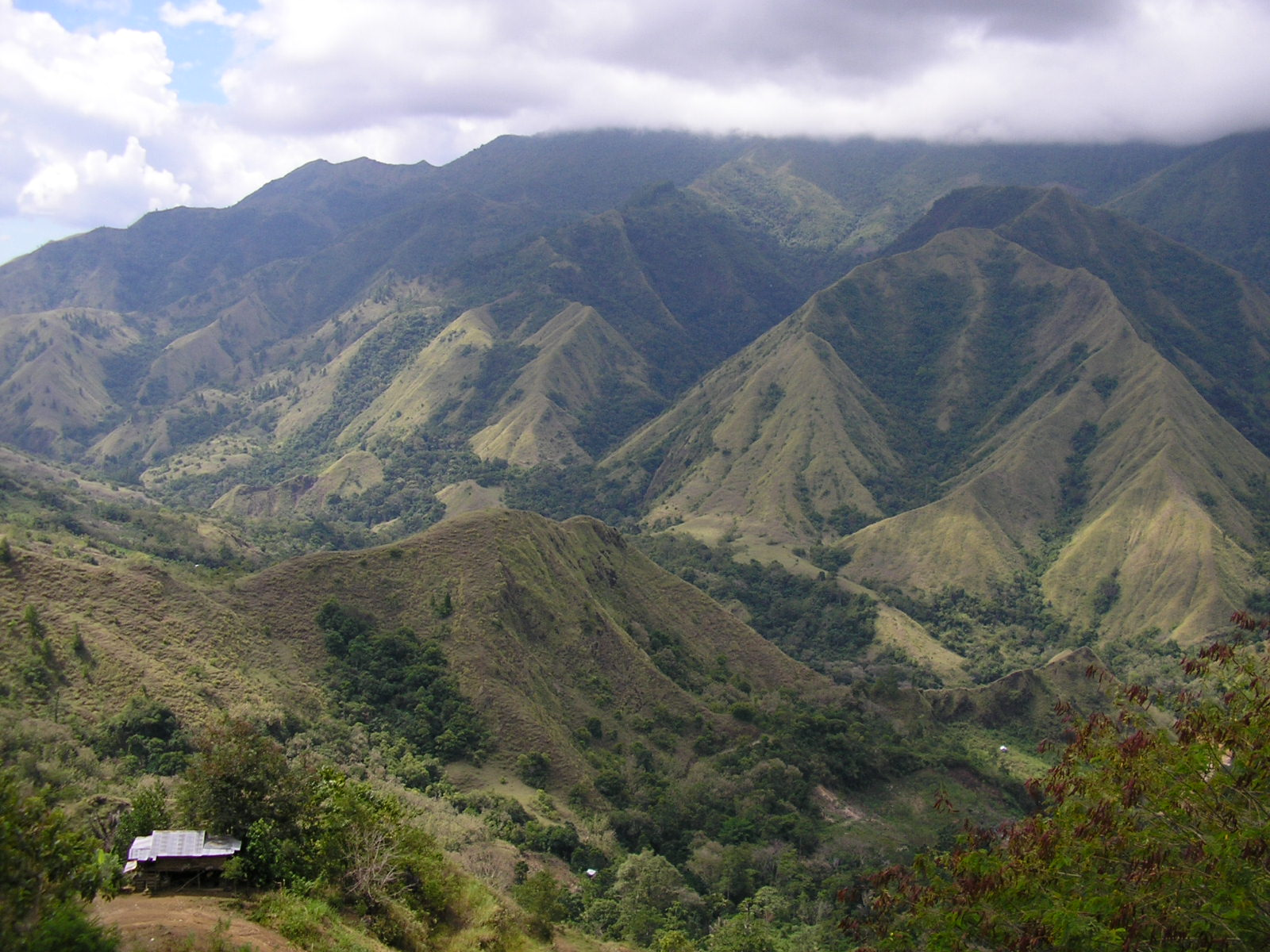
Velká část území provincie je hornatá

Hlavním a největším městem je Makassar (přes milion obyvatel, dříve známý jako Ujung Pandang) ležící na pobřeží Makassarského průlivu. Dalšími většími městy jsou Parepare a Palopo. Nejpočetnějším etnikem jsou Bugisové, kterých zde žijí více než 3 miliony. Jižní Sulawesi je jejich hlavní domovinou.
V provincii se nachází nejvyšší bod ostrova, za který je někdy považován vrchol hory Rantemario (3478 m), jindy vrchol Rantekombola (3455 m).